# Hà Giang
Hà Giang est la capitale de la Province de Hà Giang, au nord du Viêt Nam.

## Géographie
Elle est située sur la Rivière Claire (sông Lô en vietnamien, Panlong en Chinois), un affluent du Fleuve Rouge, à 20 kilomètres de la frontière chinoise,,,.
La ville de Ha Giang a une superficie de 135,33 km2 et au 1er avril 2019 elle compte 854 679 personnes appartenant à 22 groupes ethniques différents, dont les Kinh représentent 55,7 % et les Tày 22 %,.